# Springfield Armory
La Springfield Armory (manufacture d'armes à feu de Springfield), située dans la ville du même nom, dans le Massachusetts, fut le premier centre de fabrication d'armes à feu militaires américaines, de 1777 jusqu'à sa fermeture en 1968.
Après son arrêt controversé, pendant la guerre du Viêt Nam, cette manufacture fut déclarée comme parc national unique dans la région de l'ouest du Massachusetts. Elle dispose des plus grandes collections d'armes à feu historiques au monde.
Tout d'abord célèbre comme étant le premier arsenal pendant la guerre d'indépendance des États-Unis, puis comme champ de bataille lors de la Révolte de Shays aux XIXe et XXe siècles, la Springfield Armory devint le site de nombreuses innovations technologiques d'une importance planétaire, parmi elles, les pièces interchangeables, la ligne de montage pour la production en série, et les pratiques modernes du monde de l'entreprise comme la rémunération à l'heure. De nombreux modèles d'armes à feu produits par la Springfield Armory de 1794 à 1968 sont appelés  « Armes Springfield (en) ».
Pendant plusieurs décennies, les États-Unis furent dotés d'une seconde manufacture nationale, la Harpers Ferry Armory, située en Virginie. Ironiquement, cette manufacture fut détruite lors de la guerre de Sécession sous l'incitation de l'abolitionniste John Brown, un ancien résident de Springfield. La Harpers Ferry Armory ne fut jamais reconstruite. Ainsi, la Springfield Armory devint la première manufacture nationale de l'Amérique – son site fut choisi en 1777 par George Washington et Henry Knox – et sa dernière manufacture nationale, fermée en 1968.

## La création de l'arsenal (1777)
Au XVIIe siècle, la réserve locale et coloniale utilisa le promontoire sur lequel la Springfield Armory allait se situer plus tard comme lieu d'entraînement, à la suite de l'attaque de Springfield (en) pendant la guerre du Roi Philip. En 1777, George Washington lui-même alla reconnaître le site puis donna son accord pour y installer la Springfield Armory, sur recommandation d'Henry Knox. À cette époque, Springfield n'était qu'une petite ville du Massachusetts, mais elle offrait des avantages géographiques évidents, elle se situait en effet à l'intersection de trois rivières (dont le Connecticut), et quatre grandes routes d'une importance capitale permettaient de se rendre dans les villes de New York, de Boston, d'Albany (état de New York) et de Montréal au Canada.
De plus, Springfield est située juste au nord de la première chute d'eau (Enfield Falls) du Connecticut, trop raide pour que les navires qui se rendant vers l'océan puissent y naviguer. Ainsi, Springfield était la seule ville sur le Connecticut à être protégée contre les attaques maritimes. Le site même de la manufacture se trouve au sommet d'un haut promontoire, telle une citadelle, dominant une large partie du Connecticut qui conflue avec la Westfield. Le colonel Henry Knox, chef de l'artillerie du général Washington, était d'accord avec ce dernier pour dire que « la plaine située juste au-dessus de Springfield est peut-être l'un des endroits les plus appropriés sous tous les rapports » pour y placer un arsenal.
En 1777, des colonialistes patriotes établirent « L'Arsenal de Springfield » pour fabriquer des cartouches et des affûts de canon pour la guerre d'indépendance des États-Unis. Pendant la guerre, l'arsenal mit en réserve des mousquets, des canons et d'autres armes. Des patriotes construisirent des casernes, des magasins et des entrepôts. Des doutes subsistent quant à la fabrication d'armes sur ce site par les colonialistes pendant la guerre d'Indépendance. Après la guerre, l'Armée garda les installations pour stocker des armes pour les besoins futurs. Aux environs des années 1780, l'arsenal de Springfield fonctionnait comme un important arsenal d'armes et de munitions.

## La rébellion de Shays (1787)

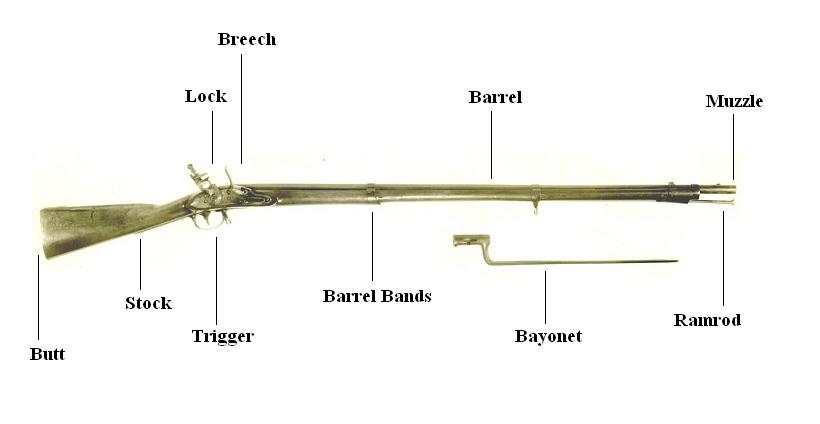
Détails d'un mousquet

En 1786, Daniel Shays, un héros de la guerre d'Indépendance, devint l'un des leaders d'un grand groupe de rebelles, qui venaient essentiellement de l'ouest du Massachusetts, mais aussi des états environnants. Ces rebelles avaient des griefs contre le Gouvernement du Massachusetts, qui allaient de la saisie de terres pour faire face aux dettes contractées lors de la guerre d'Indépendance, au manque de papier-monnaie, au désir pour le Commonwealth de transférer sa capitale de Boston à un point médian dans l'État.
Les rebelles envisagèrent d'utiliser les armes de la manufacture pour forcer la fermeture des tribunaux d'État et du comté et ainsi faire leur propre loi, que la plus grande collection d'armes d'Amérique feraient appliquer. Les canons d'une milice d'État organisée s'opposèrent à deux armées rebelles, et ce fut ainsi que la rébellion de Shays échoua, s'expliquant en grande partie par une mauvaise communication avec un troisième général, qui avait unilatéralement retardé l'attaque au jour suivant, mais cette décision ne parvint jamais aux deux autres armées. Cet événement clé mena à la Convention de la Constitution Fédérale, dans laquelle on donna beaucoup plus de pouvoirs au Gouvernement Fédéral qu'aux états individuels. La Rébellion de Shays conduisit de nombreuses personnes appartenant à la classe supérieure qui craignait un soulèvement populaire, à voter pour la nouvelle Constitution fédérale qui était en faveur d'un gouvernement central plus fort.

## La production à la Springfield Armory (1795-1968)
En 1793, l'arsenal national était doté de pièces d'artillerie en laiton, d'obusiers, d'affûts mobiles, de bidons prêts à l'emploi, de grenailles de fer, d'obus, de poudre, de balles pour les mousquets, de barillets, de casquettes, de cartouches de papier, de fusées chargées, de mousquets, d'épées, de divers stocks militaires et d'équipements. En 1795, la Springfield Armory produisit le premier mousquet de la nouvelle nation, copie conforme du Fusil Charleville modèle 1777, fabriqué en France, de 1778 à 1786, dans la Manufacture royale d'armes de Charleville, en Ardennes. La seule différence réside dans l'inscription gravée sur la platine, Springfield U.S., date, ornée d'un aigle aux ailes déployées.
La ville devint rapidement centre national de l'invention et du développement. En 1819, Thomas Blanchard élabora un tour spécial pour l'importante production de masse des stocks de fusils. Thomas Blanchard travailla dans la manufacture de Springfield pendant cinq ans. Il invente le tour qui permettait à un ouvrier non spécialisé de transformer rapidement et facilement des formes irrégulières afin qu'elles deviennent identiques. Le grand tambour faisait tourner deux roues: une roue de friction qui suivait les contours du moule en métal du fusil, et la roue de découpe, imitant les mouvements de la roue de friction afin de fabriquer une réplique fidèle du moule en bois. Dans les années 1840, le vieux percuteur en silex céda la place à un système de détonation à percussion qui augmenta la fiabilité et la simplicité des armes longues.
La Springfield Armory joua un rôle important dans le développement et l'influence de la Révolution industrielle. Cela provint en grande partie de la fascination des militaires pour les pièces interchangeables, un attrait reposant sur la théorie qu'il serait plus facile de simplement remplacer des parties d'armes à feu que de faire des réparations de champ de bataille. La production en série de parties véritablement interchangeables exigeait une utilisation accrue des machines, améliorait le calibrage, le contrôle de qualité et la répartition de la main d'œuvre; ce sont les caractéristiques mêmes de la Révolution industrielle. La prise en compte de ces éléments individuels mena à l'invention du concept relatif à la chaîne de montage.
La Springfield Armory contribua également à l'amélioration des techniques de gestion commerciales et industrielles. Le colonel Roswell Lee, employé comme directeur en 1815, introduisit l'autorité centralisée, la comptabilité analytique pour l'ensemble du personnel, le temps, et les matériaux, et il augmenta la discipline afin que cette dernière soit conforme aux attentes du monde de l'industrie; des pratiques commerciales et industrielles toujours en vigueur aujourd'hui.
En 1843, Henry Longfellow visita la manufacture et écrivit son poème L'Arsenal de Springfield. Ce poème anti-guerre décrivait les rangées d'armes prêtes à l'emploi, à cette période, on pouvait en voir 1 000 000 empilées là, entreposées verticalement dans des casiers : « tel un orgue énorme, les armes polies se lèvent ».
Après la destruction de la Harpers Ferry Armory pendant la guerre de Sécession, la Springfield Armory devint le seul lieu de fabrication fédéral de petites armes jusqu'à la fin du XXe siècle. En 1865, le maître armurier Erskine Allin introduisit la « Conversion Allin », qui incorporait le système beaucoup plus avancé de chargement par la culasse à celui du chargement par la bouche, un système aujourd'hui dépassé. Les armes duraient ainsi plus longtemps.
En 1891, la manufacture se vit attribuer une nouvelle fonction, elle devint le laboratoire principal de l'armée pour le développement et la mise à l'essai des nouvelles armes de petit calibre. L'un des éléments les plus caractéristiques de la manufacture est la clôture entourant le site, qui fut commencée après la guerre de Sécession et achevée en 1890. Incapable de trouver des fonds pour l'achat d'une clôture, le général James W. Ripley demanda de ressortir des réserves du gouvernement de vieux canons, certains d'entre eux datant de la guerre d'indépendance des États-Unis. Il les fit vendre à une fonderie locale afin de les faire fondre. La fonderie garda une certaine quantité de fer en paiement, et coula le reste pour fabriquer des palissades de plus de 2,5 m, qui ressemblaient à des piques et à des fers de lance plantés dans une base de grès rouge.
Pendant la guerre hispano-américaine, on reconnut que le Mauser 1893 espagnol possédait des qualités supérieures au fusil trapdoor de Springfield (en) et au Krag-Jorgensen, des armes utilisées par les troupes américaines. Le 15 août 1900, la Springfield Armory acheva, à titre expérimental, un fusil avec magasin, censé être une amélioration par rapport au Krag. Ils inventèrent un fusil avec magasin contenant un chargeur dans lequel les cartouches étaient placées à l'intérieur de la réserve, évitant ainsi d'abimer un magasin par ailleurs exposé. On accepta de produire ce fusil sur place qu'on appela le Modèle 1903. La Mauser intenta plus tard un procès pour violation de brevet et obtint des royalties de Springfield.

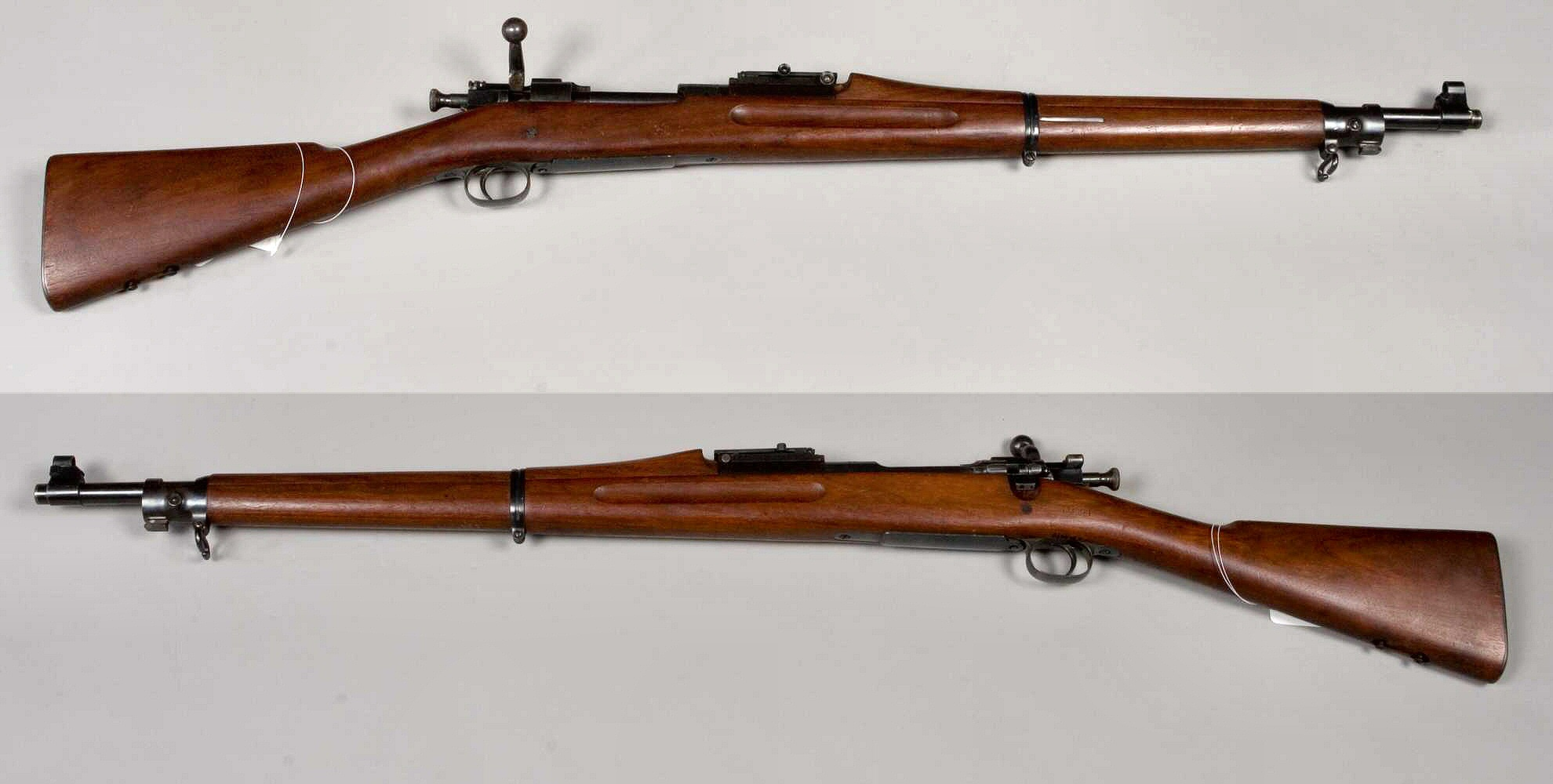
Le M1903

Au moment de l'entrée en guerre des États-Unis lors de la première guerre mondiale, exactement 843 239 fusils Modèle 1903 standards avaient été fabriqués. Cependant, cette quantité était insuffisante pour armer les troupes américaines qui s'engageaient dans cet événement d'une très forte ampleur. Pendant la guerre, la Springfield Armory produisit plus de 265 600 fusils Modèle 1903. De plus, le Département de la Guerre des États-Unis s'engagea à produire le fusil M1917 Enfield afin de venir en aide aux troupes américaines. Ces armes, ajoutées aux 47 251 produites par l'arsenal de Rock Island et à celles déjà en service, suffirent à répondre aux besoins de la guerre.
En 1919, à l'âge de 31 ans, John C. Garand se rendit à Springfield où il travailla au développement d'un fusil semi-automatique. Les cinq années suivantes, de nombreux modèles pour le fusil furent soumis à l'armée, mais aucun d'entre eux ne répondait à ses spécifications strictes. En 1924, Garand proposa un modèle que l'on accepta de tester par la suite. Il s'agissait du fameux M1, également connu sous le nom de « Fusil Garand », en honneur de son inventeur. L'armée adopta ce fusil en 1936, et sa production débuta l'année suivante. Ce fut ainsi que commença ce qui allait devenir le plus gros effort de production dans l'histoire de la Springfield Armory. Pendant toute la période de fabrication du fusil M1, la Springfield Armory en produisit plus de 4 500 000. La précision et la résistance du M1 lors des batailles lui valut des éloges. Pendant les difficiles combats de Bataan, le général Douglas MacArthur rapporta au Service du Matériel et des Dépôts les propos suivants au sujet du M1 : « Pendant les opérations de combat, aucun défaut mécanique n'a pu être constaté et lorsqu'on l'a utilisé dans les tranchées, poussière et saleté n'ont causé aucun blocage dans son fonctionnement. Il a été quasiment de tous les combats pendant une semaine, sans nettoyage ni graissage ».
Un témoignage supplémentaire concernant le rôle du M1 lors des combats fut apporté par un autre officier militaire très respecté. Le 6 janvier 1945, le général George Patton tint les propos suivants au Service du Matériel et des Dépôts : « A mon avis, le M1 est le plus grand outil de combat jamais inventé ». Face à d'énormes obstacles, le potentiel du M1 à dégager une puissance de feu supérieure aux autres, permettait la plupart du temps de l'emporter.
La dernière arme de petit calibre développée par la manufacture fut le M14. Le M14 a évolué au fil des années et s'est transformé en fusil sniper plus moderne – le M21 Sniper. Lorsque les États-Unis étaient impliqués dans la guerre du Viêt Nam, la Springfield Armory produisit non seulement des fusils mais aussi des mitrailleuses destinées à être utilisées à terre et dans les airs, des lance-grenades, et du matériel qui leur était associé. De nombreuses armes furent fabriquées ailleurs qu'à la manufacture, mais des plans et des spécifications y furent établis pour des fournisseurs qui les firent construire dans d'autres lieux.

## Fermeture et renaissance comme Parc national (de 1968 à nos jours)

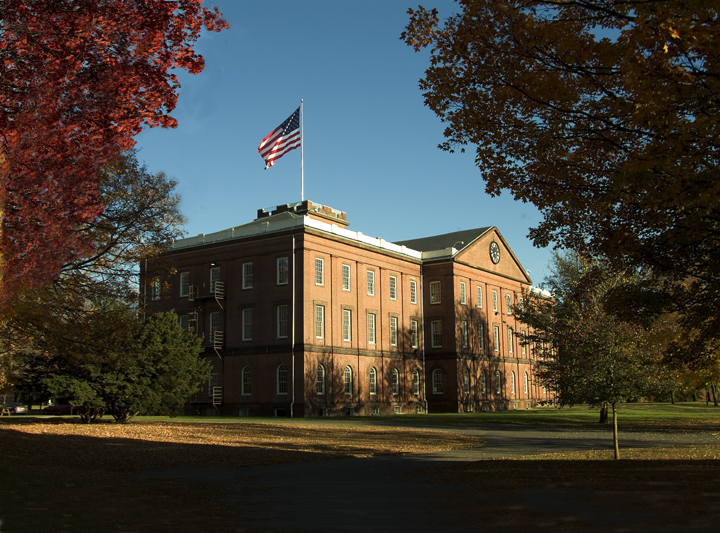
Le bâtiment aujourd'hui

Une décision personnelle et politique controversée fut prise, en 1968, pendant la guerre du Viêt Nam, lorsque le Ministre de la Défense américain Robert McNamara annonça la fermeture définitive de la Springfield Armory. Pendant plus de deux siècles, le promontoire dominant le Connecticut avait été l'endroit le plus important pour l'invention et la fabrication des armes à feu militaires américaines. La manufacture était passée d'un établissement où les ouvriers qualifiés construisaient, pièce par pièce, un mousquet à la fois, à un centre à l'avant-garde des techniques de production en série et des pratiques commerciales et industrielles modernes, puis finalement, à un institut de renommée mondiale pour la recherche et le développement des armes. Elle avait d'abord concrétisé tous les espoirs que le Général George Washington et Henry Knox avait placé dans cette entreprise, et puis d'autres par la suite.
La Springfield Armory est aujourd'hui un musée géré par le National Park Service et s'appelle « Springfield Armory National Park & National Historic Site ». Depuis 2011, les 35 acres (environ 14,2 ha) situés derrière la manufacture (et plusieurs de ses anciens bâtiments) abritent le Springfield Technical Community College (en) (STCC). Le STCC est le seul centre universitaire « technique » du Massachusetts, il vise à poursuivre l'héritage en termes d'innovation technologique sur le site même de la Springfield Armory.
Deux bâtiments, le Main Arsenal Building et la Commandants House furent largement rénovés par la Eastern General contractors, une compagnie de Springfield, membre de l'académie militaire entre 1987 et 1991.
À partir de 2011, Quijano-West, directeur actuel du parc national de la Springfield Armory, indique que cette dernière proposera des horaires plus longs l'été et des visites guidées le week-end. Tout cela dans le but, dit-il, d'aider à susciter de l'intérêt pour ce site historique auquel il attribue le nom de « joyau » de l'histoire américaine : « La manufacture de Springfield est un trésor considérable, unique et une source d'inspiration », déclare-t-il, « c'est un haut lieu de notre pays ». Et une histoire qu'on aimerait partager avec encore plus de visiteurs.

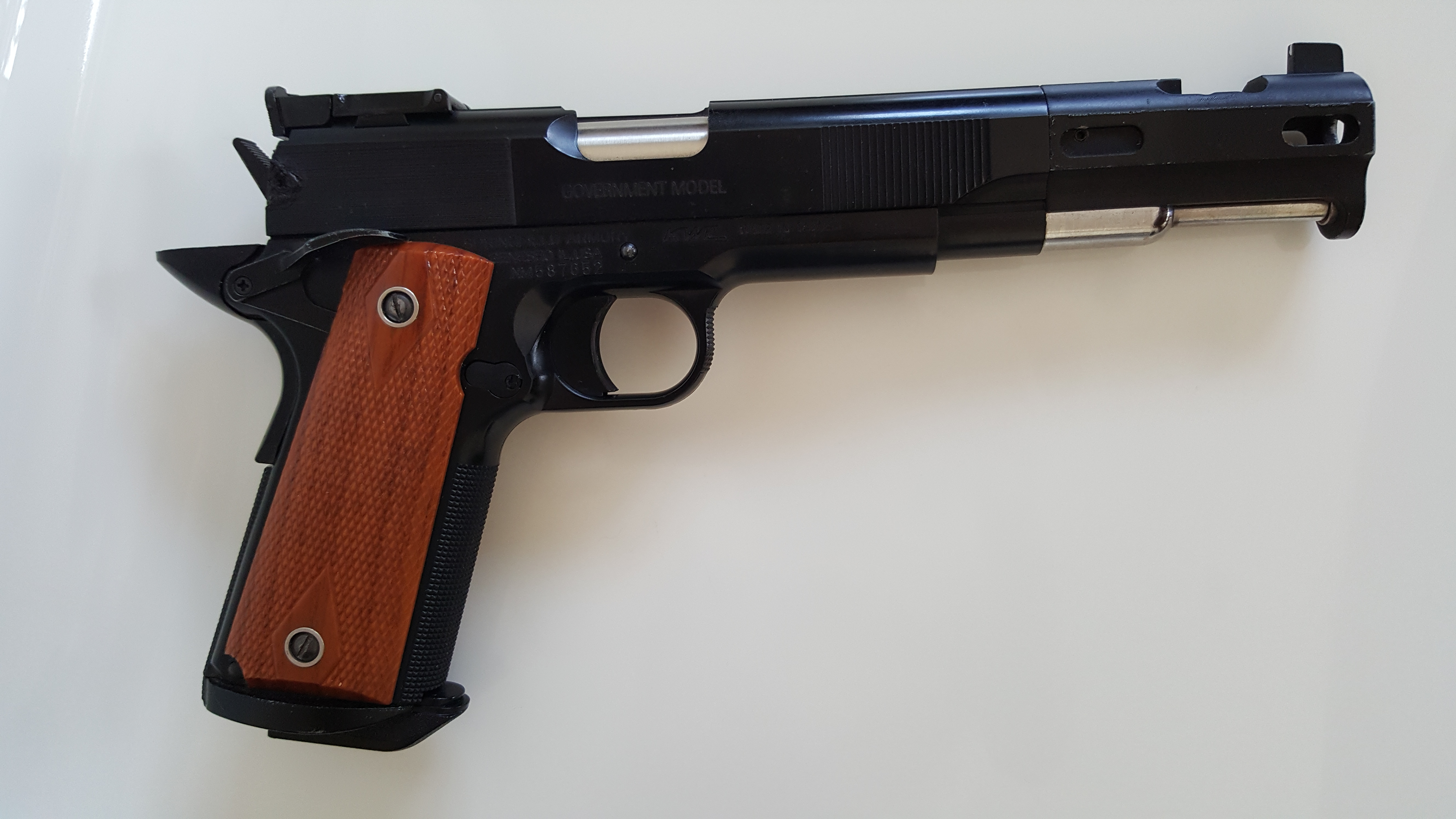
Pistolet à bille Airsoft 38 de Jim Boland.

## Permission accordée pour l'utilisation du nom de « Springfield Armory »

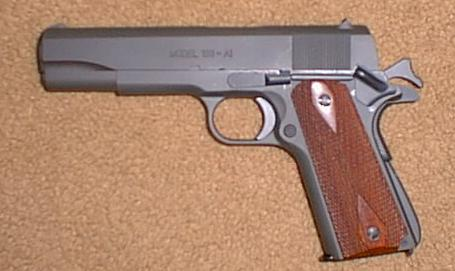
Le M1911 A1

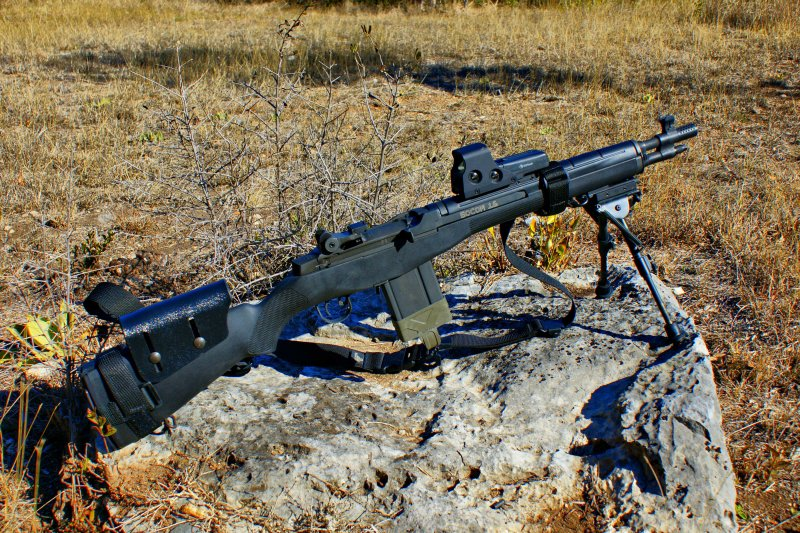
Le SOCOM 16 : la dernière version du M14 présentée par Springfield Armory, Inc.

En 1974, on donna à Robert Reeve l'autorisation d'utiliser le nom de Springfield Armory et c'est ainsi que la Springfield Armory, Inc. vit le jour, une compagnie fabriquant des modèles semi-automatiques du Garand M1, du M14 et du Colt M1911 (voir le site officiel de l'entreprise).
La compagnie n'est aujourd'hui plus située à Springfield même ou à côté, au vif dépit des puristes de la Springfield Armory, et n'a aucun lien avec la manufacture d'origine. Cette compagnie privée utilisant le nom de Springfield Armory Inc. est basée à Geneseo, Illinois, États-Unis.

## Source
- (en) Cet article est partiellement ou en totalité issu de l’article de Wikipédia en anglais intitulé « Springfield Armory » (voir la liste des auteurs).